# Letnie Igrzyska Olimpijskie 1912
V Igrzyska Olimpijskie (oficjalnie Igrzyska V Olimpiady) odbyły się w 1912 roku w Sztokholmie w Szwecji. 
Tym razem igrzyskom nie towarzyszyły żadne wielkie imprezy o charakterze gospodarczym, ograniczono także czas ich trwania. Do dyspozycji zawodników i kibiców oddano nowoczesny stadion miejski z bogatym zapleczem i 30 tysiącami miejsc siedzących, a także 100-metrowy basen. Finansową stronę igrzysk w dużym stopniu zabezpieczyła emisja specjalnej loterii, która przyniosła 3 miliony marek zysku. Po raz pierwszy zmagania uczestników poprzedziła uroczystość otwarcia, która przebiegła z zachowaniem zasad ceremoniału olimpijskiego.
W Sztokholmie po raz pierwszy użyto elektronicznych urządzeń pomiarowych, umożliwiających ustalanie czasów biegaczy w dyscyplinach lekkoatletycznych oraz pływackich z dokładnością do 0,1 sekundy, a przy ustalaniu kolejności na mecie pracę sędziów wspomagał fotograf, który wydarzenia na finiszu rejestrował na kliszy.
Do programu włączono pięciobój nowoczesny, którego zasady opracował sam Pierre de Coubertin. W tej rywalizacji uczestniczyć mogli tylko zawodnicy posiadający stopień oficerski, stąd pierwotna nazwa dyscypliny – pięciobój oficerski. Z programu usunięto boks, gdyż w Szwecji ustawowo zabronione było uprawianie tej dyscypliny sportu.
Pierwszy występ Polaków:
- Władysław Ponurski – bieg na 200 metrów (4. miejsce w biegu eliminacyjnym) i bieg na 400 metrów (3. miejsce w biegu eliminacyjnym) w reprezentacji Austrii.
- Karol Rómmel – jeździectwo (indywidualny konkurs skoków - 15. miejsce) w reprezentacji Rosji.
- Sergiusz Zahorski – jeździectwo (indywidualny konkurs skoków - 18. miejsce) w reprezentacji Rosji (nie przez wszystkich podawany)
- Antoni Wiwulski – Olimpijski Konkurs Sztuki i Literatury 1912

## Państwa uczestniczące

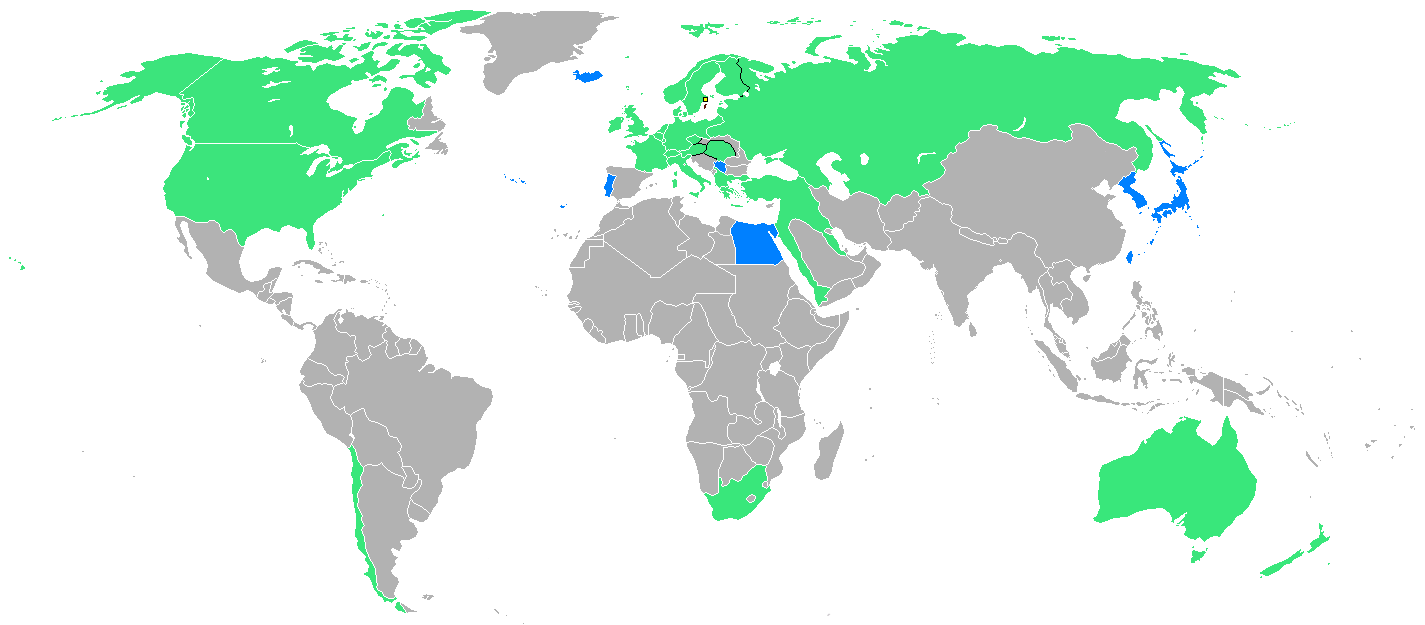
Uczestnicy

| - Australazja (Australia i Nowa Zelandia) - Austria - Belgia - Chile - Królestwo Czech - Dania - Egipt - Finlandia - Francja - Grecja | - Holandia - Islandia - Japonia - Kanada - Luksemburg - Cesarstwo Niemieckie - Norwegia - Portugalia - Rosja | - Królestwo Serbii - Stany Zjednoczone - Szwajcaria - Szwecja - Turcja - Węgry - Wielka Brytania - Włochy - Związek Afryki Południowej |

Na igrzyskach w Sztokholmie zadebiutowało 5 państw: Egipt, Islandia, Japonia, Portugalia i Serbia.

## Wyniki
| - gimnastyka - jeździectwo - kolarstwo - lekkoatletyka - pięciobój nowoczesny - piłka nożna - piłka wodna - pływanie |  | - przeciąganie liny - skoki do wody - strzelanie - szermierka - tenis - wioślarstwo - zapasy - żeglarstwo |

### Dyscypliny pokazowe
- baseball
- glima

## Statystyka medalowa

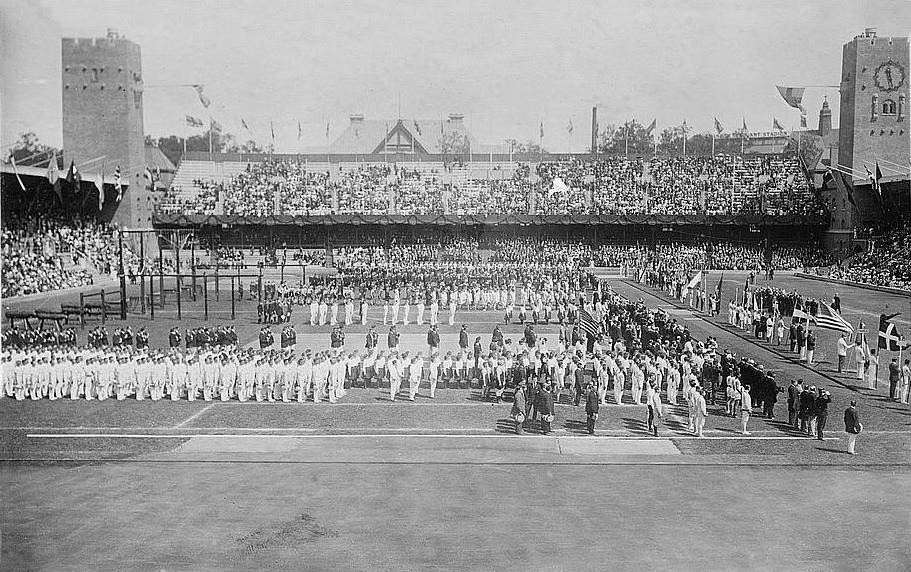
Ceremonia otwarcia

| Klasyfikacja medalowa              |                      |       |        |      |       |
| Lp.                                | Państwo              | złoto | srebro | brąz | razem |
| 1                                  | Stany Zjednoczone    | 25    | 19     | 19   | 63    |
| 2                                  | Szwecja              | 24    | 24     | 17   | 65    |
| 3                                  | Wielka Brytania      | 10    | 15     | 16   | 41    |
| 4                                  | Finlandia            | 9     | 8      | 9    | 26    |
| 5                                  | Francja              | 7     | 4      | 3    | 14    |
| 6                                  | Cesarstwo Niemieckie | 5     | 13     | 7    | 25    |
| 7                                  | Południowa Afryka    | 4     | 2      | 0    | 6     |
| 8                                  | Norwegia             | 4     | 1      | 4    | 9     |
| 9                                  | Kanada               | 3     | 2      | 3    | 8     |
| 9                                  | Węgry                | 3     | 2      | 3    | 8     |
| Zobacz pełną klasyfikację medalową |                      |       |        |      |       |